# Ochropleura zapateri
Ochropleura zapateri là một loài bướm đêm trong họ Noctuidae.